# Euproutia semialbifrons
Euproutia semialbifrons är en fjärilsart som beskrevs av Louis Beethoven Prout 1915. Euproutia semialbifrons ingår i släktet Euproutia och familjen mätare. Inga underarter finns listade i Catalogue of Life.